# 仁平圀雄
仁平 圀雄（にひら くにお、1933年（昭和8年）4月6日 - ）は、日本の警察官僚。第77代警視総監。東京大学法学部卒。

## 略歴
- 1957年（昭和32年）4月：警察庁入庁。
- 警察庁刑事局保安部少年課長。
- 警察庁刑事局捜査第一課長。
- 警察庁刑事局審議官。
- 警察庁刑事局長。
- 1989年（平成元年）6月：警察庁警務局長。
- 1990年（平成2年）12月：警視総監。
- 1998年（平成10年）6月20日：財団法人水府明徳会理事。
- 1999年（平成11年）6月：社団法人日本自動車連盟会長。
- 2003年（平成15年）6月：三共株式会社取締役。
- 2003年（平成15年）6月：日東富士製粉株式会社取締役。
- 2003年（平成15年）8月：財団法人日本交通管理技術協会会長。
- 2005年（平成17年）9月：第一三共株式会社取締役。

このほか、財団法人公共政策調査会評議員を務めた。